# مازة كز (سادات محمودي)
مازة كز (بالفارسية: مازه کز) هي قرية تقع في إيران في قسم سادات محمودي الريفي. يقدر عدد سكانها بـ 202 نسمة بحسب إحصاء 2016.